# Agua regia

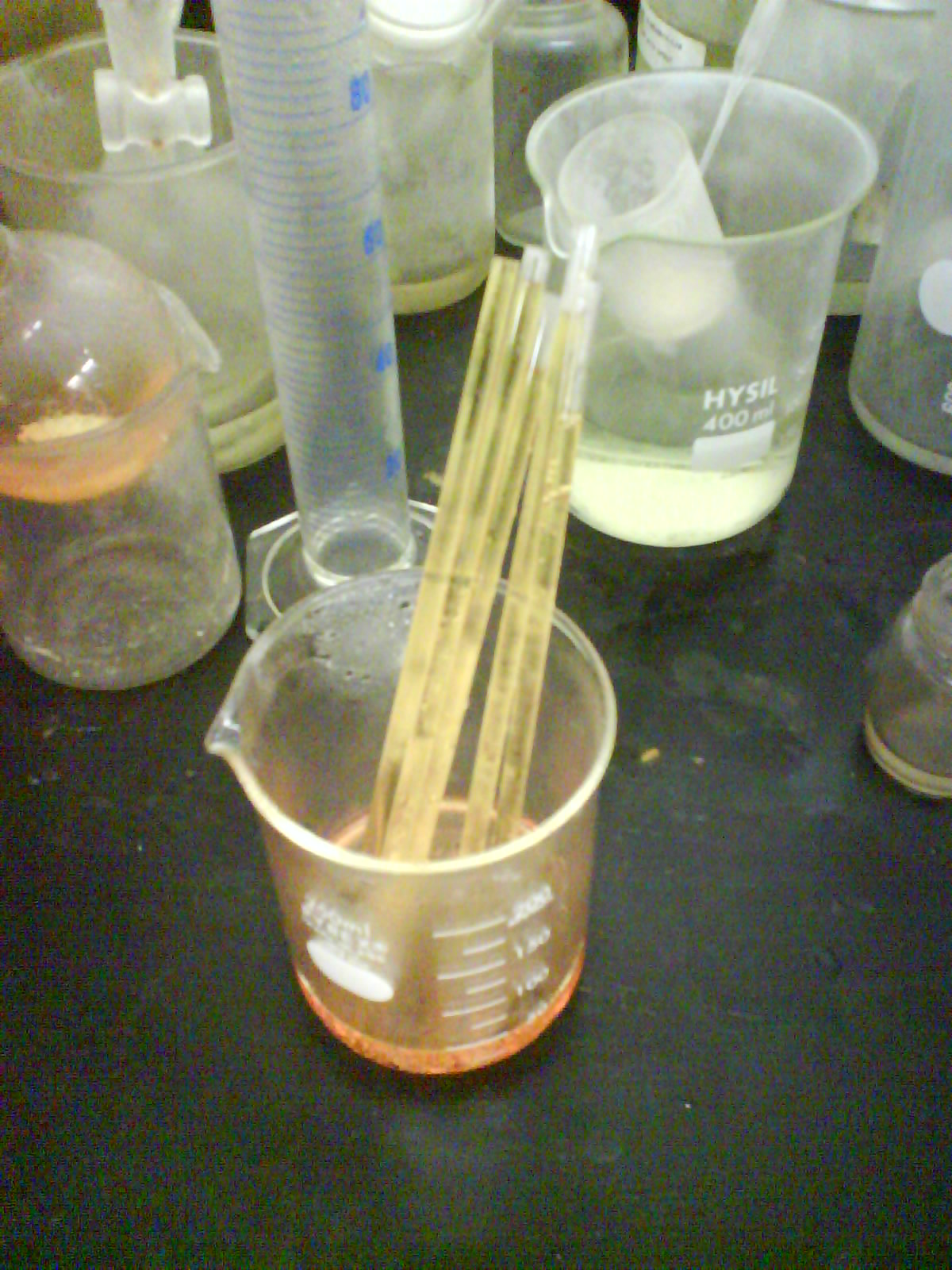
Agua regia utilizada para limpiar probetas.

El agua regia (del latín aqua regia, 'agua regia') es una disolución altamente corrosiva y fumante, de color amarillo, formada por la mezcla de ácido nítrico concentrado y ácido clorhídrico concentrado, en una proporción de una a tres partes en volumen.
Es una de las pocas mezclas capaces de disolver el oro, el platino y el resto de los metales. Fue llamada de esa forma porque puede disolver aquellos llamados metales regios, reales, o metales nobles. Es utilizada en algunos procedimientos analíticos. El agua regia no es muy estable, por lo que debe ser preparada justo antes de ser utilizada.

## Coordinación y desplazamiento del equilibrio
Aunque el agua regia disuelve dichos metales, ninguno de sus ácidos constituyentes puede hacerlo por sí solo. El ácido nítrico es un potente oxidante que puede disolver una cantidad minúscula (prácticamente indetectable) de oro, formando iones de oro. El ácido clorhídrico, por su parte, proporciona iones de cloruro, que coordina a los iones de oro, desplazando el oro en el equilibrio. Esto permite que siga oxidándose el oro, por lo que el oro acaba disolviéndose.
El agua regia es un disolvente poderoso debido al efecto combinado de los iones H+, NO3-, y Cl- en disolución (la oxidación se favorece por la capacidad complejante del ion Cl-). Los tres iones reaccionan con los átomos del oro, por ejemplo, para formar agua, dióxido de nitrógeno y el ion complejo estable tetracloroaurato (III) (AuCl4-), que permanece en disolución.
{\displaystyle {\ce {Au(s) + 3HNO3(ac) + 4HCl(ac) -> HAuCl4(ac) + 3H2O(l) + 3NO2(g)}}} 

## Historia

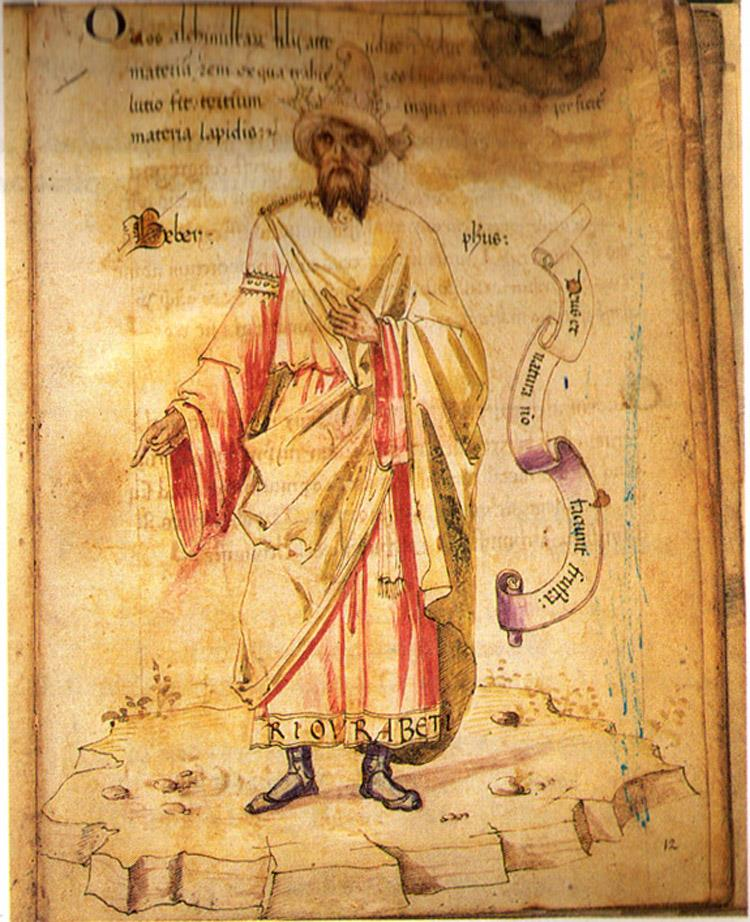
El alquimista Jabir Ibn Hayyan.

El ácido clorhídrico fue descubierto alrededor del año 800 por el alquimista persa Jabir ibn Hayyan (Geber), por la mezcla de la sal común con vitriolo (ácido sulfúrico).
El alquimista alemán Andreas Libau (1549-1616), conocido por el nombre latinizado de Libavius, publicó el libro Alquimia en 1597, en el cual, aparte de describir los logros medievales en alquimia, describe por primera vez el proceso de elaboración del agua regia.